# Smeatonian Society of Civil Engineers
Die Smeatonian Society of Civil Engineers, 1771 von John Smeaton, Robert Mylne und fünf weiteren Ingenieuren als Society of Civil Engineers in London gegründet, war die weltweit erste Vereinigung von Ingenieuren und ist daher heute auch die älteste. In der Literatur wird sie häufig kurz als „Society“ bezeichnet in Abgrenzung zur jüngeren Institution of Civil Engineers, welche kurz als „Institution“ bezeichnet wird. In den USA gibt es die American Society of Civil Engineers, die sich im Namen an die Smeatonian Society of Civil Engineers anlehnt. Eine ähnliche Organisation in Deutschland ist der Verein Deutscher Ingenieure, der allerdings erst 1856 gegründet wurde.

## Geschichte
Das erste bekannte offizielle Treffen der Ingenieure in Großbritannien fand am 15. März 1771 statt in der Kings’s Head Tavern in Holborn in London. Sieben führende Ingenieure beschlossen, eine Gesellschaft für „civil engineers“ zu gründen. Führender Kopf der Gesellschaft war John Smeaton, der erste Ingenieur der sich selbst als „civil engineer“ (im Deutschen meist als Bauingenieur übersetzt) bezeichnete, um sich von den „Militäringenieuren“ abzugrenzen, die an der Royal Military Academy Woolwich ausgebildet wurden. Die anderen Gründungsmitglieder waren Thomas Yeoman, Robert Mylne, Joseph Nickalls, John Grundy, John Thompson und James King. Im ersten Jahr stießen noch John Golborne, William Black, Robert Whitworth und Hugh Henshall hinzu. Diese elf Personen gelten als die ursprünglichen Gründungsmitglieder. Die Anzahl der Mitglieder blieb bis 1800 eher klein: Sie lag bei maximal 52. Der berufliche Hintergrund war vielfältig. Sie stammten aus dem Mühlenbau, dem Instrumentenbau, dem Vermessungswesen, der Kartographie, der Uhrmacherei, dem Bauhandwerk oder der Architektur. Alle Mitglieder hatten sich in verschiedenen Bereichen zu führenden Ingenieuren emporgearbeitet. Eine formalisierte Ausbildung oder Studiengänge gab es noch nicht. Die meisten waren als beratende Bauingenieure bei größeren Bauprojekten tätig. Elf waren auch Mitglied der Royal Society.
John Smeaton wollte mit der Society die Ingenieure zu einer gesellschaftlich anerkannten Berufsgruppe machen. Auf dem europäischen Festland verstand man unter einem Ingenieur vor allem Personen in leitender Position; im englischsprachigen Raum kann "Engineer" auch Mechaniker oder Handwerker bedeuten. Die technischen Truppen des Militärs werden bis heute als Engineers bezeichnet, im deutschen als Pioniertruppe. Außerdem wollte Smeaton, dass die Ingenieure eine Vermittlerposition einnehmen zwischen Wissenschaft und Wirtschaft, sowie zwischen Auftraggeber und Kunde. Deshalb nahm die Society nur Personen auf die sich einen hervorragenden Ruf erarbeitet hatten und auch über gehobene Bildung und Umgangsformen verfügten. Die Mitglieder hatten damit den Status eines britischen Gentlemen inne.
Der erste Name der Gesellschaft lautete „Society of Civil Engineers“ (Gesellschaft der Civil Engineers). Als William Chadwell Mylne 1822 begann die Protokollbücher zu führen, verwendete er die Bezeichnung „Engineers’ Society“ (Ingenieursgesellschaft) in den Berichten über die Zusammenkünfte. 1869 änderte er sie in „Smeatonian Society“. Die 1830 beschlossenen Regularien enthielten erstmals den Namen „Smeatonian Society of Civil Engineers“, was seither der Name ist. Als erster Militäringenieur wurde 1774 Major Henry Watson aufgenommen.
Die Gesellschaft war de facto mehr eine Kombination aus wissenschaftlicher Gesellschaft sie die Royal Society und einem Honoratioren-Club der führenden Ingenieure. Die wenigen Mitglieder blieben lieber unter sich und kümmerten sich wenig um ihre Berufsgruppe als Ganzes oder die Förderung einzelner Mitglieder. Ihre Bedeutung nahm daher im 19. Jahrhundert ab. Eine Gruppe junger Ingenieure gründete 1818 die Institution of Civil Engineers, die weniger elitär war und ihren Mitgliedern mehr zu bieten hatte. Die Society und ihr Organisationsprinzip mit der privilegierten Mitgliedschaft in mehreren Rangstufen und dem Prinzip vor allem verdiente Ingenieure aufzunehmen war etwa 200 Jahre lang Vorbild für spätere Ingenieurorganisationen in Großbritannien und teilweise auch in den USA. Sie legten daher mehr Wert auf die beruflichen Leistungen der Mitglieder. In Deutschland und Frankreich dagegen war der formale Abschluss (beispielsweise Diplom-Ingenieur) wichtiger. Aus dem regelrechten Misstrauen gegenüber einer theoretischen Ausbildung resultierte auch die relativ späte Gründung britischer und amerikanischer Ausbildungsstätten für Ingenieure. In Frankreich dagegen wurde die Ecole Polytechnique und weitere Schulen gegründet die zu den deutschen Technischen Hochschulen führten.
Als 1994 Präsident Noel Ordman in Westminster Abbey eine Statue von Smeaton enthüllte, wurde dies in den Medien als „Triumph der Smeatonian Society“ beschrieben.

## Heute
Die Society existiert bis heute hauptsächlich als Diskussionsrunde von etwa sechzig berufserfahrenen Ingenieuren, die sich „durch ihre Arbeit in Theorie oder Praxis auf den Gebieten der Entwicklung, Konstruktion, Produktion oder des Managements besonders hervorgetan haben“, sowie bis zu achtzehn emeritierten Mitgliedern und bis zu fünfzehn Ehrenmitgliedern.

## Mottos
Das lateinische Motto „Omnia in numero, pondere et mensura“ wurde 1793 eingeführt. Es wurde dem biblischen Buch der Weisheit entnommen: „Du aber hast alles nach Maß, Zahl und Gewicht geordnet.“ Der Vorschlag von William Whewell, der seit 1836 Ehrenmitglied war, „Τεχνη κρατουμεν ὢν φυσει νικωμεθα“ griechisch für „Durch Technik beherrschen wir was uns beherrscht“ wurde 1843 angenommen. Der Satz geht möglicherweise auf Aristoteles zurück. Beide sind noch in Gebrauch.

## Historische Rangstufen der Mitglieder
Ab 1793 setzte sich die erneuerte Society das Ziel, „das Wissen, welches für die verschiedenen Gebiete der öffentlichen und privaten Arbeit auf dem Gebiet des Bauingenieurwesens wichtig und nützlich ist, zu befördern und zu verbreiten“. Es gab drei verschiedene Stufen der Mitgliedschaft:
- „First Class“ (erste Klasse) – für „diejenigen die tatsächlich auf verschiedenen Gebieten der Ingenieurwissenschaften beschäftigt sind, wie der Konstruktion oder der Produktion“
- „Second Class“ (zweite Klasse) – für „Männer der Wissenschaft und Gentlemen von besonderm Ruf“ (Ehrenmitglieder)
- „Third Class“ (dritte Klasse) – „Verschiedene Techniker/Künstler (‚Artists‘) deren Beruf und Arbeit notwendig und nützlich sind und mit dem Bauingenieurwesen verbunden sind“ (Ehrenmitglieder)

Im 21. Jahrhundert wurden die ersten Frauen Mitglieder in der bis dahin ausschließlich männlichen Gesellschaft. Die ersten Frauen waren Jean Venables (2003), Joanna Kennedy (2006) und Julia Elton als Ehrenmitglied (2010).

## Präsidenten
Die nachfolgende Liste stellt alle Präsidenten der Society dar mit ihrem Antrittsjahr. Ehrenmitglieder sind kursiv geschrieben. 1793 wurde die Society ohne Präsident neu gegründet. Der Präsident wurde von 1841 an jährlich gewählt:
| - 1771–1781 Thomas Yeoman - 1781–1783 Christopher Pinchbeck - 1783–1793 Joseph Nickalls - 1793–1841 Kein Präsident - 1841 John Rennie - 1842 William Chadwell Mylne - 1843 Bryan Donkin - 1844 George Rennie - 1845 William Cubitt - 1846 Peter Mark Roget - 1847 Robert Stephenson - 1848 Joshua Field - 1849 John Taylor - 1850 James Simpson - 1851 Thomas Lloyd - 1852 James Walker - 1853 Charles Blacker Vignoles - 1854 Joseph Baxendale - 1855 John Rennie - 1856 Robert Stephenson - 1857 John Hawkshaw - 1858 Henry Wollaston Blake - 1859 William Chadwell Mylne - 1860 John Murray - 1861 William Gravatt - 1862 Charles Hutton Gregory - 1863 John Linton Arabin Simmons - 1864 William Lindley - 1865 Peter William Barlow - 1866 Charles Blacker Vignoles - 1867 Alfred Giles - 1868 John Fowler - 1869 John Penn - 1870 William Francis Drummond Jervois - 1871 John Frederic La Trobe Bateman - 1872 Bryan Donkin - 1873 George Banks Rennie - 1874 John Percy - 1875 William Henry Barlow - 1876 Joseph William Bazalgette - 1877 James Abernethy - 1878 James Brunlees - 1879 Charles William Siemens - 1880 kein Präsident - 1881 Warington Wilkinson Smyth - 1882 George Barclay Bruce - 1883 Frederick Joseph Bramwell - 1884 Edward Woods - 1885 Thomas Hawksley - 1886 Frederick Augustus Abel - 1887 Robert Joseph Rawlinson - 1888 William Crossman - 1889 John Clarke Hawkshaw - 1890 Richard Boxall Grantham - 1891 John Linton Arabin Simmons - 1892 John Wolfe Barry - 1893 Samuel Pope - 1894 Benjamin Baker - 1895 Henry Marc Brunel - 1896 Douglas Galton - 1897 Frank McClean - 1898 William Henry Preece - 1899 Andrew Noble | - 1900 William Henry White - 1901 Francis Willam Webb - 1902 James Dewar - 1903 Percy George Buchanan Westmacott - 1904 Alexander Richardson Binnie - 1905 George Chatterton - 1906 Alexander Siemens - 1907 George Neill Abernethy - 1908 Alexander Blackie William Kennedy - 1909 George Frederick Deacon - 1910 Cuthbert Andrew Brereton - 1911 Charles Hawksley - 1912 George Robert Jebb - 1913 William Cawthorne Unwin - 1914 Philip Watts - 1915–18 Kein Präsident - 1919 John Hutton Balfour Browne - 1920 Saxton William Armstrong Noble - 1921 John Strain - 1922 John Harvard Biles - 1923 Robert Elliott-Cooper - 1924 Maurice Fitzmaurice - 1925 Alan Archibald Campbell Swinton - 1926 Henry Reginald Arnulph Mallock - 1927 John Assheton Rennie - 1928 William Barton Worthington - 1929 Henry John Oram - 1930 John Henry Tudsbery Tudsbery - 1931 John Audley Frederick Aspinall - 1932 Archibald Denny - 1933 Kenneth Alfred Wolfe Barry - 1934 Charles Langbridge Morgan - 1935 William Vaux Graham - 1936 Ernest Frederic Crosbie Trench - 1937 Charles Pratt Sparks - 1938 John McFarlane Kennedy - 1939 Thomas Garmondsway Wrightson - 1940 Kein Präsident - 1941 Westcott Stile Abell - 1942 Eustace Henry Tennyson-d'Eyncourt - 1943 Maurice Fitzgerald Wilson - 1944 John Edward Thornycroft - 1945 Richard Augustine Studdart Redmayne - 1946 William James Eames Binnie - 1947 Alexander Gibb - 1948 Leopold Halliday Savile - 1949 Sydney Bryan Donkin - 1950 Cyril Reginald Sutton Kirkpatrick - 1951 Reginald William Skelton - 1952 Murdoch MacDonald - 1953 David Anderson - 1954 William Thomson Halcrow - 1955 Jonathan Robertson Davidson - 1956 Marmaduke Tudsbery Tudsbery - 1957 Vernon Alec Murray Robertson - 1958 Thomas Edwin Hawksley - 1959 Allan Stephen Quartermaine - 1960 William Henry Morgan - 1961 Bruce Gordon White - 1962 William Kelly Wallace - 1963 Reginald Duncan Gwyther - 1964 John Garmondsway Wrightson - 1965 John Sunderland Langdale Train | - 1966 George Matthew McNaughton - 1967 Denys Chester Ford - 1968 David Mowat Watson - 1969 William Henry Glanville - 1970 Geoffrey Morse Binnie - 1971 Prinz Philip Herzog von Edinburgh - 1972 Reginald William Mountain - 1973 Harold John Boyer Harding - 1974 John Elliott George Palmer - 1975 Reginald White Hawkey - 1976 Victor Shepheard - 1977 Frank Trowbridge Mason - 1978 Ralph Freeman - 1979 Cecil Robert Costeker Turner - 1980 Thomas Angus Lyall Paton - 1981 Alec Westley Skempton - 1982 Douglas Cecil Coode - 1983 Eric Grant Yarrow - 1984 William Gordon Harris - 1985 Alfred Henry Cantrell - 1986 John Walter Baxter - 1987 John Garth Watson - 1988 William Kirby Laing - 1989 Alan James Harris - 1990 Edwin McAlpine - 1990 Alan Mais, Baron Mais - 1991 Arthur David Holland - 1992 (Francis) David Penny - 1993 John Vernon Bartlett - 1994 N Noel B Ordman - 1995 James G Wiltshire - 1996 James Watt - 1997 Henry Chilver - 1998 Philip Watson - 1999 Peter Arthur Cox - 2000 Hugh Ford - 2001 James Anthony Gaffney - 2002 Peter J M Pellereau - 2003 Diarmuid Downs - 2004 Jacques Heyman - 2005 John C McKenzie - 2006 Charles Pringle - 2007 William McAlpine - 2008 Martin Laing - 2009 David Gwilym Morris Roberts - 2010 John Parker - 2011 Alastair J M Soane - 2012 G Oliver Whitehead - 2013 George Bartlett - 2014 Alec Broers, Baron Broers - 2015 John M Watson - 2016 Robin L Wilson |